# Hélène de Bulgarie
Titre
Impératrice de Nicée
1254 – 1258
Hélène de Bulgarie (1223-1254) est une impératrice de Nicée par son mariage avec Théodore II Lascaris. Elle était la fille du tsar bulgare Ivan Asen II et Anne-Marie de Hongrie.

## Biographie
Hélène était la sœur du tsar Koloman Ier Asen et la demi-sœur du tsar Mikhail II Asen. Ses grands-parents maternels étaient le roi André II de Hongrie et Gertrude de Méran. Du côté paternel, ses grands-parents sont l'empereur Ivan Asen Ier de Bulgarie et Elena de Bulgarie. Elle a été fiancée à Baudouin II de Courtenay, le dernier empereur latin, avant d'épouser en 1235 Théodore Lascaris. Son mari est mort en 1258 et leur fils, Jean IV Lascaris, qui n'avait que sept ans, est devenu empereur.

## Descendance
Hélène et Théodore ont eu cinq enfants, dont :
- Jean IV Lascaris, empereur entre 1258 et 1261,
- Irène Doukas Lascaris, qui a épousé Konstantin Ier Tikh Asen, tsar de Bulgarie,
- Maria Doukas Lascaris, qui a épousé en 1246 Nicéphore Ier Doukas, despote d'Épire,
- Eudoxie Lascaris, qui a épousé le comte de Vintimille, dont est issue la branche des Lascaris de Vintimille.